# Мур, Шакелл
Шакелл Кваме Мур (англ. Shaquell Kwame "Shaq" Moore; род. 2 ноября 1996, Паудер-Спрингс, Джорджия, США) — американский футболист, защитник клуба «Нэшвилл» и сборной США.
Отец Шака, Уэнделл — известный тринидадский футболист, выступавший за сборную Тринидада и Тобаго, а дядя Ричард Годдард также играл за нее на позиции вратаря. Младший брат также занимается футболом в молодёжной системе США.

## Клубная карьера
Мур — воспитанник клуба «Даллас». В 2014 году Шакелл перешёл в испанский «Уракан Валенсия». 22 августа 2015 года в матче против «Атлетико Балеарес» он дебютировал за основной состав в Сегунде Б. В начале 2016 года Мур перешёл в дублирующую команду «Овьедо», но уже летом перебрался в «Леванте». В новой команде Шакелл также начал выступать за дублирующий состав. 29 октября 2017 года в матче против «Эйбара» он дебютировал в Ла Лиге. 13 июля 2018 года Мур был отдан в аренду на один сезон клубу Сегунды «Реус Депортиу». 28 декабря он в числе пяти игроков покинул «Реус» из-за невыплаты зарплаты.
24 июля 2019 года Мур подписал трёхлетний контракт с клубом Сегунды «Тенерифе».
19 июля 2022 года Мур перешёл в клуб MLS «Нэшвилл», подписав контракт до конца сезона 2025 с опцией продления на сезон 2026. По сведениям ESPN стоимость трансфера, выплаченная «Нэшвиллом» «Тенерифе», составила $2 млн. Чтобы заключить контракт с ним, «Нэшвилл» приобрёл приоритетное право у «Клёб де Фут Монреаль» за $50 тыс. в общих распределительных средствах. В MLS он дебютировал 30 июля в матче против «Ванкувер Уайткэпс».

## Международная карьера
В апреле 2013 года Мур в составе юношеской сборной США участвовал в юношеском чемпионате КОНКАКАФ в Панаме. На турнире он сыграл в матчах против команд Гондураса, Гаити и Гватемалы. Вместе с Джоном Рекехо является рекордсменов сборной США до 17 лет по количеству матчей — 40.
В 2015 году Мур был включён в заявку молодёжной сборной США на участие в молодёжном чемпионате КОНКАКАФ на Ямайке. На турнире он сыграл в матчах против молодёжных команд Гватемалы, Ямайки, Сальвадора, Панамы и Тринидада и Тобаго.
В том же году Мур принял участие в молодёжном чемпионате мира в Новой Зеландии. На турнире он сыграл в матче против команды Мьянмы и Украины.
2 июня 2018 года в товарищеском матче против сборной Ирландии Мур дебютировал за сборную США, заменив во втором тайме Деандре Йедлина.
Мур был включён в состав сборной на Золотой кубок КОНКАКАФ 2021. 18 июля 2021 года в матче группового этапа турнира против сборной Канады он забил свой первый гол за сборную США.

## Достижения
Командные
 сборная США
- Обладатель Золотого кубка КОНКАКАФ: 2021